# Марі Крос
Пані Марі Крос (англ. Marie Cross) — ірландський дипломат. Надзвичайний і Повноважний посол Ірландії в Чехії та в Україні за сумісництвом. 

## Життєпис
Закінчила навчання в Університетському коледжі Дубліна. Пані Марі Крос є відставним співробітником Департаменту закордонних справ Ірландії. В ході своєї кар'єри вона працювала на посадах в Нью-Йорку, Вашингтоні, Брюсселі і Бонні. Вона була послом в Чехії та України, а також в комітеті ЄС з політики і безпеки.
У штаб-квартирі вона працювала як генеральний директор з корпоративних послуг, сприяння Ірландії за кордоном, стратегічне планування та консульські послуги, у тому числі відповідала за зв'язки з ірландцями за кордоном.
Вона була виконавчим директором Департаменту на першому етапі реконструкції ірландського коледжу в Парижі. Вона є головою майбутньої Європейської групи міжнародних і європейських справ і співголова Групи безпеки.